# Tapesia fusca
Tapesia fusca (Pers.) Fuckel, Jb. nassau. Ver. Naturk. 23-24: 302 (1870) [1869-70] , è un piccolo fungo ascomicete a forma di coppa.

## Descrizione della specie

### Carpoforo
Fino a 3 mm di diametro, a forma di coppa, oppure ciatiforme (a forma di rosa), da blu-grigio a ocra-grigio, poi tendente al grigio chiaro; superficie interna liscia, feltrata all'esterno.

### Carne
Inconsistente.

## Microscopia
Spore: ialine (dell'aspetto del vetro), lisce, ellittico-fusiformi, 10-13 x 1,8-2 µm, guttulate.

## Habitat
Cresce su legno marcescente

## Commestibilità
Senza valore.

## Reazioni chimiche
L'imenio ragisce al KOH al 5% colorandosi di giallo limone.

## Sinonimi e binomi obsoleti
- Mollisia fusca (Pers.) P. Karst., Mycoth. fenn. (Helsinki) 1: 207 (1871)
- Peziza fusca Pers., Observ. mycol. (Lipsiae) 2: 29 (1800) [1799]
- Peziza fusca Pers., (1800) [1799] var. fusca